# Dimecoenia travassosi
Dimecoenia travassosi är en tvåvingeart som beskrevs av Mello och Oliveira 1992. Dimecoenia travassosi ingår i släktet Dimecoenia och familjen vattenflugor. Inga underarter finns listade i Catalogue of Life.